# Die Jungfrauenquelle
Die Jungfrauenquelle (Originaltitel: Jungfrukällan) ist ein in Schwarzweiß gedrehtes schwedisches Filmdrama von Ingmar Bergman aus dem Jahr 1960. Als Vorlage diente die mittelalterliche Ballade Töres dotter i Wänge.

## Handlung
Schweden im Mittelalter: Karin, die jugendliche Tochter eines wohlhabenden Bauern, will in Begleitung der Dienerin Ingeri ins Dorf reisen, um Marienkerzen zur Kirche zu bringen. Unterwegs trennen sich die beiden, weil Ingeri Angst vor der Durchquerung des Waldes hat, und Karin reist allein weiter. Auf einer Lichtung trifft das Mädchen drei Hirten. Der älteste der drei Brüder erzählt Karin von ihrer angeblichen Notlage und bringt sie dazu, mit ihnen zu rasten und ihren Reiseproviant mit ihnen zu teilen. Die beiden älteren Brüder vergewaltigen und töten Karin. Der jüngste von ihnen, ein etwa zwölfjähriger Junge, bleibt traumatisiert zurück und versucht Karin zu beerdigen.
Die Hirten ziehen weiter und bitten ahnungslos im Haus der Eltern der Ermordeten um ein Nachtasyl. Die beiden älteren Brüder schlagen den verängstigten jüngsten Bruder blutig. Als sie der Mutter Karins darauf Kleidungsstücke zum Kauf anbieten, erkennt diese die Situation. Sie verriegelt das Schlafgemach der Hirten und verständigt ihren Mann, der Ingeri aufsucht. Diese gesteht unter Tränen, dass sie aus Eifersucht ihre heidnischen Götter angerufen habe, Karin zu töten, und auch nicht helfend eingegriffen habe, obwohl sie Zeugin des Verbrechens wurde. Der Vater durchsucht das Gepäck der Hirten und findet weitere Gegenstände aus Karins Besitz.
Am nächsten Morgen konfrontiert der Vater die Hirten mit Karins Habe. Er tötet die Brüder im anschließenden Kampf, den jüngsten unter ihnen eingeschlossen. Ingeri führt die Eltern zum Ort des Verbrechens. Der Vater wendet sich verzweifelt an Gott, warum dieser sowohl Karins Ermordung als auch seine blutige Rache zugelassen habe. Dann gelobt er, an diesem Ort eine Kirche zu errichten. Als Karins Leichnam angehoben wird, entspringt dem Boden eine Quelle. Ingeri wäscht mit dem Wasser Hände und Gesicht.

## Synchronisation
Quellennachweis:
| Darsteller          | Synchronsprecher | Rolle          |
| ------------------- | ---------------- | -------------- |
| Allan Edwall        | Walter Bluhm     | Bettler        |
| Axel Slangus        | Eduard Wandrey   | Brückenwärter  |
| Axel Düberg         | Herbert Stass    | dünner Schäfer |
| Gudrun Brost        | Roma Bahn        | Frida          |
| Gunnel Lindblom     | Gisela Trowe     | Ingeri         |
| Birgitta Pettersson | Marianne Lutz    | Karin          |
| Birgitta Valberg    | Tilly Lauenstein | Märeta         |
| Max von Sydow       | Arnold Marquis   | Töre           |

## Hintergrund

### Produktion und Filmstart
Die Jungfrauenquelle entstand im Frühjahr und Sommer 1959 in der Provinz Dalarna. Das Drehbuch verfasste Ulla Isaksson, die nach Nahe am Leben (1958) zum zweiten Mal mit Bergman arbeitete.
Der Film wurde von der schwedischen Zensurbehörde ohne Schnitte freigegeben, eine Entscheidung, die von der Tageszeitung Svenska Dagbladet kritisiert wurde. Er startete am 8. Februar 1960 in Schweden und am 9. September desselben Jahres in den deutschen Kinos.
Trotz einer ungekürzten Freigabe durch die Freiwillige Selbstkontrolle der Filmwirtschaft und der Prädikatisierung „wertvoll“ durch die Filmbewertungsstelle wurde Die Jungfrauenquelle wegen der expliziten Vergewaltigungsszene durch das Amtsgericht München als „unzüchtig“ beschlagnahmt. Später wurde der Beschluss wieder aufgehoben, und der Film konnte auch in Bayern ungekürzt aufgeführt werden.

### Position in Bergmans Werk
Die Jungfrauenquelle war nach Das siebente Siegel (1957) der zweite – und letzte – im Mittelalter angesiedelte Film Bergmans. Er war auch der erste von insgesamt drei Bergman-Filmen, die den Oscar für den Besten fremdsprachigen Film erhielten, gefolgt von Wie in einem Spiegel (1961) und Fanny und Alexander (1982).
Bergman entdeckte zwar rückblickend Szenen von „großer Vitalität“ im Film, äußerte sich aber abfällig über die Idee, die Hauptfiguren durch den geplanten Bau der Kirche eine Art Heilung erfahren zu lassen: „geistige Pfuscherei […] Schwindel“ (Bergman).

## Kritiken
„Sparsam im Wort, virtuos im Bild erzählt der Film eine alte Legende. […] Seinerzeit wegen der realistischen Darstellung kritisierter Film aus jener Schaffensperiode Bergmans, in der er sich auf der Basis des Christentums mit existentiellen und religiösen Fragen auseinandersetzte.“

## Auszeichnungen
- Oscar 1961 für den Besten Fremdsprachigen Film
- Golden Globe 1961 für den Besten Fremdsprachigen Film
- Kinema-Jumpō-Preis 1962: Auszeichnungen für den „Besten Fremdsprachigen Film“ und den „Besten Fremdsprachigen Regisseur“

## Nachwirkung
Der 1972 entstandene US-amerikanische Exploitationfilm Das letzte Haus links griff Motive aus Bergmans Film auf.